# Mira Mendelssohn
Mariya-Cecilia Abramovna Mendelson-Prokofieva (rus:Мари́я-Цеци́лия Абра́мовна Мендельсо́н-Проко́фьева),normalment coneguda com Mira Mendelssohn (rus: Ми́ра Алекса́ндровна Мендельсо́н), va ser una poeta, escriptora i traductora russa que va ser la segona esposa del compositor Serguei Prokófiev. Va ser co-libretista de les òperes del seu marit Оbrutxenie v monastire, Povest o nastoiasxem txeloveke, i Voina i mir, així com del ballet La flor de pedra.

## Biografia
Mendelssohn va néixer a Kíiv el 8 de gener de 1915; filla únic d'Abram Solomonovich, (1885–1968) i Vera Natanovna Mendelson (1886–1951). El seu pare era economista i estadístic, mentre que la seva mare s'havia guanyat el reconeixement pel seu treball com a membre del PCUS. De jove va començar els seus estudis d'educació superior al Sector Energètic de l’Institut Genplan de Moscou, abans de traslladar-se a l'Institut de Literatura Maksim Gorki per especialitzar-se en poesia i traducció anglesa.
Els detalls de com va conèixer Prokófiev per primera vegada, o com la seva relació professional amb el compositor aleshores casat es va convertir en una relació extramatrimonial encara no estan clars. Segons les memòries de Mendelssohn, va conèixer el seu futur marit l'agost de 1938 en un complex de Kislovodsk, on estaven de vacances amb les seves respectives famílies. Va recordar que el fill d’Alexander Fersman va cridar la seva atenció sobre la presència de Prokófiev al complex. Poc després va veure el compositor per primera vegada:
| « | A l'hora de dinar una dona diminuta va entrar al menjador del sanatori, seguida d'un home alt amb un pas extraordinari i una expressió molt seriosa a la cara. Potser això és el que volen dir amb "amor a primera vista". | » |

En una carta escrita a Prokófiev menys d'un any abans de la seva separació final, la seva dona, la cantant d'origen català Lina Llubera, va denunciar el que ella va percebre com la calculada persecució de Mendelssohn:
| « | Recordeu el que vau escriure després de la primera reunió. No vas ser tu qui va triar [Mendelson i la seva família], però ells qui et van "escollir"... on? En un balneari: tu, no una mica de sorra, sinó [Serguei Sergeyevitx Prokófiev], el principal compositor de la nació, una persona famosa amb una aura d'home de família, el doble d'edat. Potser diràs "amor a primera vista"; qui s'ho creurà? Hi havia prou testimonis a Kislovodsk del fet que et seguia a tot arreu. | » |

Després de la seva primera conversa el 26 d'agost, Mendelssohn i Prokófiev van començar a passejar junts on van parlar de música i literatura. Mendelssohn va escriure més tard que havia estat fascinada per l'elegància i l'encant "estrangers" de Prokófiev. El compositor va mantenir una sensació de déjà vu en conèixer-la, citant la seva semblança amb els seus enamoraments anteriors, Nina Meshcherskaya i Ida Rubinstein. Al final de les seves vacances es van prometre tornar a trobar-se a Kislovodsk l'any següent i mantenir-se en contacte mentrestant. El gener de 1939 li va regalar una fotografia signada d'ell mateix, que portava la inscripció: "A un poeta en flor, d'un modest admirador". Per al seu aniversari a l'abril d'aquell mateix any, Mendelssohn va escriure un poema per a ell on va declarar que "el teu collaret de petons, paraules tendres és un regal/més brillant que tots els diamants del món".
Al principi, la seva relació havia aixecat les sospites de la primera dona de Prokófiev, per la versió que va fer d'un dels seus poemes en el cicle Set cants per a veu i piano (1939). Va declarar en entrevistes després de la mort del seu exmarit que inicialment havia descrit Mendelssohn com "només una noia que vol que llegeixi la seva mala poesia". Més tard va defensar les seves reunions amb ella per motius professionals, dient a la seva dona que Mendelssohn l'estava ajudant a trobar llibrets adequats per a les seves òperes projectades. El 1939, la relació entre el compositor i el poeta en aparició es va convertir en una font de xafarderies al món musical soviètic. Les sospites de la Lina es van confirmar en un missatge que li va enviar un conegut, però es va sentir impotent per impedir que el seu marit continués amb la seva aventura. Quan finalment va revelar l'afer a la seva dona, ella va respondre que no s'hi oposaria mentre ell no anés a viure amb Mendelssohn.

### Els inicis de la relació romàntica i professional amb Prokófiev
Prokófiev va començar a aparèixer en públic amb Mendelssohn a la tardor d'aquell mateix any, fins i tot a l'estrena de Semyon Kotko, un esdeveniment al qual també va assistir la seva dona, que va provocar una escena incòmoda entre els tres. Durant aquest període, Prokófiev i Mendelssohn van començar la seva primera col·laboració, l'òpera Betrothal in a Monastery. Basat en el llibret de Richard Brinsley Sheridan a The Duenna, Mendelssohn va traduir l'obra de l'anglès al rus. Prokófiev també va començar a dibuixar la Sonata per a piano núm. 8, una obra el tema del primer moviment "Andante dolce" va dir a Mendelssohn que estava inspirat en ella. Li va dedicar la partitura en acabar-la el 1944.
El 15 de març de 1941, Prokófiev va declarar a la seva dona que el seu matrimoni havia acabat. Es va traslladar a l'apartament de Mendelssohn al centre de Moscou uns dies després. Malgrat la cruenta separació, Prokófiev va continuar donant suport econòmic a la seva dona i la seva família separades, de vegades emprant el seu amic i col·lega Levon Atovmyan com a intermediari. Mira va passar a ser la seva secretària, llibretista, i la seva assessora literària. És coautora dels llibrets de les seves òperes Esposalles al monestir (1940), Guerra i pau (1942) i Història d'un veritable home (1947), i el guió per al ballet La flor de pedra (1954). Prokófiev li dedicà la famosa Sonata per a piano núm. 8 (1944).
La invasió alemanya de la Unió Soviètica va obligar Mendelssohn i Prokófiev a fugir de Moscou, primer a l'RSS de Geòrgia, després a l'RSS del Kazakhstan. Durant aquest període, van col·laborar en una sèrie de projectes operístics, molts dels quals van ser abandonats, inclosa una proposta d'escenari de la Resurrecció de Tolstoi. D'això va sorgir la col·laboració artística més important de la parella, l'òpera Guerra i pau, un tema que el pare de Mendelssohn va suggerir que era més adequat per al compositor.

### Matrimoni, viduïtat i batalles legals

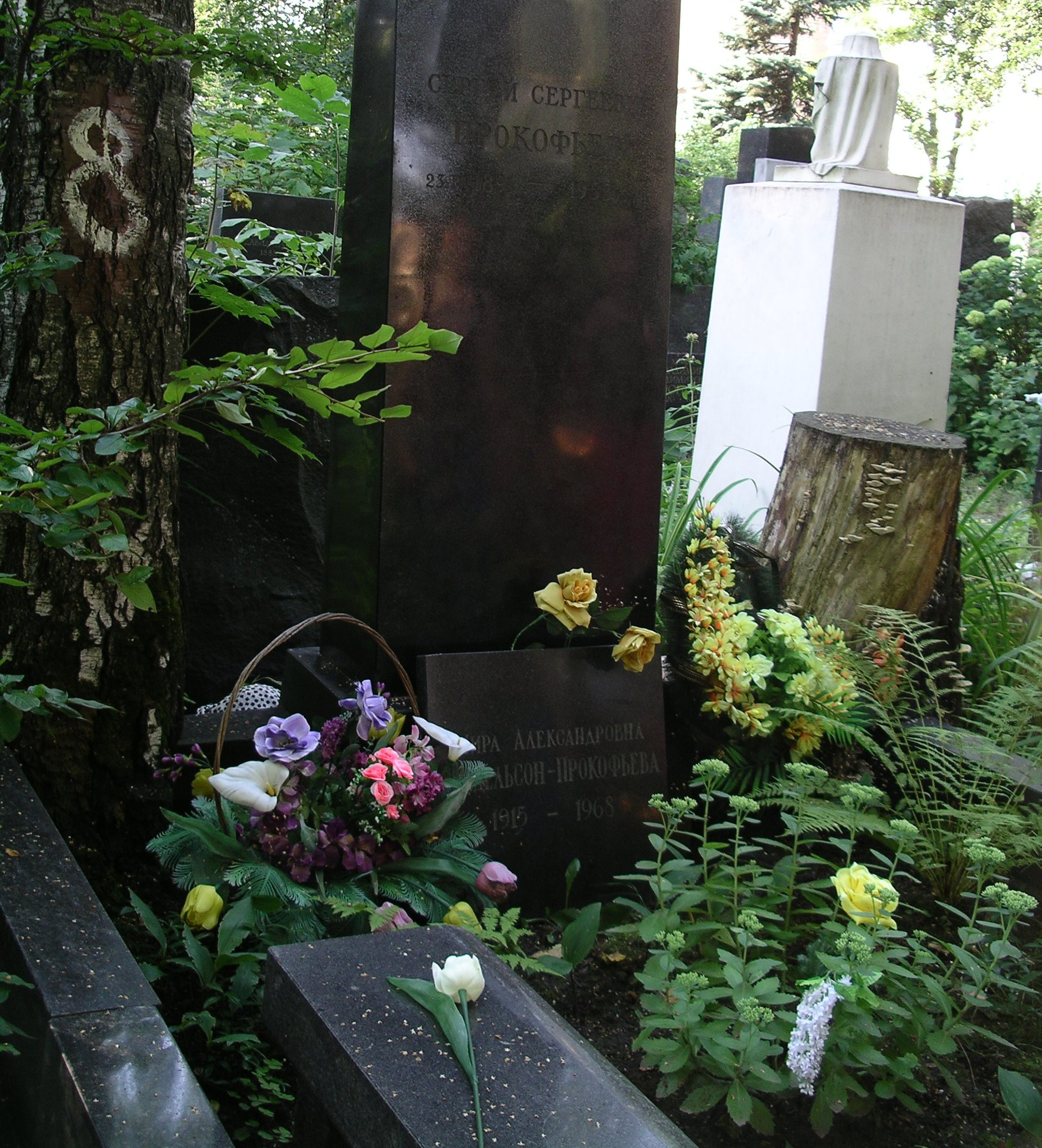
La tomba de Mira Mendelssohn al costat de la de Sergei Prokófiev al cementiri de Novodevitx

Després del final de la Segona Guerra Mundial, la parella va tornar a Moscou i va passar la resta dels estius junts a la seva casa rural a ru.. Mentre allà la parella va gaudir de jardineria i d'aventurar-se als boscos dels voltants per buscar bolets, de vegades s'hi va unir el seu amic Nikolai Myaskovsky. El 22 de novembre de 1947, Prokófiev va presentar una petició al tribunal per iniciar un procés de divorci contra la seva dona separada, Lina. Cinc dies més tard, el tribunal va rebutjar la seva petició, dictaminant que el matrimoni no tenia cap base legal ja que s'havia celebrat a Alemanya, i no s'havia registrat amb els funcionaris soviètics, de manera que el va fer nul de ple dret. Després que un segon jutge confirmés el veredicte, ell i Mendelssohn es van casar el 15 de gener de 1948. El 20 de febrer de 1948, l'exdona de Prokófiev va ser arrestada a Moscou i posteriorment condemnada a 20 anys al Gulag per "intent de desertar" i mantenir "vincles penals" amb ambaixades estrangeres. i no va ser posada en llibertat fins al 1956.
Els darrers anys de Prokófiev es van veure afectats per problemes de salut provocats per la hipertensió, la qual cosa va requerir l'assistència addicional de Mendelssohn com a secretaria, de vegades, cuidadora. Malgrat les seves creixents malalties, Mendelssohn va treballar per ajudar-lo en la mesura del possible per tal de mantenir el seu horari de treball habitual, així com mantenir els seus interessos en la nova música i l'art. Va morir d'una hemorràgia cerebral el 5 de març de 1953. "Va ser bo que estiguéssim junts", va dir a Mendelssohn abans de la seva mort.
En les setmanes posteriors a la mort del seu marit, va ajudar a organitzar un concert commemoratiu a la Unió de Compositors Soviètics per commemorar el que hauria estat el seu 62è aniversari. Les actuacions de Sviatoslav Richter, Nina Dorliak i Mstislav Rostropóvitx van ser precedidas pels homenatges de Dmitri Kabalevski i Reinhold Glière. També va supervisar els assajos per a l'estrena pòstuma del seu darrer ballet, El conte de la flor de pedra, però va quedar consternada pels retalls exigits pel director Yuri Fayer, així com per la seva insistència a encarregar a Boris Pogrebov la reorquestració de la partitura.
El 1956, quan va ser alliberada del Gulag, la primera dona de Prokófiev, Lina, va demanar als tribunals que reafirmessin els seus drets com a cònjuge únic i legítim del seu exmarit. Una decisió inicial a favor seu va ser revocada el 12 de març de 1958 pel Tribunal Suprem de la Unió Soviètica, que va reafirmar que el seu matrimoni no tenia validesa legal. Dmitri Kabalevski, Dmitri Xostakóvitx i Tikhon Khrennikov van ser alguns dels testimonis cridats pel tribunal per donar els seus testimonis. El procés legal, les declaracions de Lina que Mendelssohn considerava difamacions contra Prokófiev i l'ajuda que la seva exdona va rebre en la petició del seu amic personal Khrennikov, a qui Mendelssohn considerava un turmentador del seu marit, la van deixar sentir desanimada.

### Últims anys i mort
Mendelssohn va passar els seus darrers anys vivint al mateix apartament de Moscou que havia compartit amb el seu marit, tot i que va comentar en privat com l'angoixaven els seus veïns i com era de difícil la vida sense Prokófiev. Va ocupar el seu temps organitzant els papers del seu marit, promocionant la seva música i escrivint les seves memòries. La idea de les seves memòries la va encendre Prokófiev, que li havia insistit que les escrigués. No obstant això, el treball en les memòries va ser difícil per a ella; finalment van quedar incomplets. Després de la mort del seu pare a principis d'any, Mendelssohn va morir d'un atac de cor a Moscou el 8 de juny de 1968. Dins de la seva bossa es va trobar un missatge datat el febrer de 1950, signat tant per ella com pel seu marit: "Ens agradaria ser enterrats l'un al costat de l'altre". Els seus desitjos van ser honrats i les seves restes són enterrades juntes al cementiri de Novodevitchi.

## Llegat
El diari de Mendelssohn es va publicar el 2004. Va ser reeditat i ampliat amb la inclusió de la totalitat dels seus escrits supervivents sobre el seu marit el 2012. Dos anys abans de la seva mort, va llegar diverses pertinences personals al Museu Sergei Prokófiev de Moscou.